# Décimo Júnio Pera
Décimo Júnio Pera (em latim: Decimus Iunius Pera) foi um político da gente Júnia da República Romana eleito cônsul em 266 a.C. com Numério Fábio Pictor. Marco Júnio Pera, cônsul em 230 a.C., era seu filho.

## Consulado (266 a.C.)
Foi eleito cônsul em 266 a.C. com Numério Fábio Pictor, dois anos antes da Primeira Guerra Púnica. Neste ano foram celebrados dois triunfos: o primeiro, pela vitória contra os sarsinatos e o segundo, contra os salentinos e messápios. 

## Anos finais
Segundo Lívio, depois da morte de seu pai, Júnio Bruto Pera, em 264 a.C., Décimo e seu irmão, Marco, ambos cônsules e censores de Roma, quiseram celebrar a morte e homenagear seu pai retomando uma antiga tradição etrusca (a gente Júnia era de origem etrusca) conhecida como múnus, um combate até a morte entre dois indivíduos que deveriam morrer com honra lutando pela vida. Esta primeira celebração ocorreu no Fórum Boário, quando três pares de indivíduos lutaram até a morte, rendendo a oferenda de sangue requerida pela tradição etrusca.
O costume, a partir daí, passou a ser corriqueiro entre as famílias nobres da cidade, um costume que seria depois conhecido como Jogos Romanos e, durante o Império Romano, levaria à construção do Coliseu.
Júnio Pera foi depois eleito censor em 253 a.C. junto com Lúcio Postúmio Megelo, mas abdicou depois que Megelo faleceu no mesmo ano.